# Crassispira cortezi
Crassispira cortezi é uma espécie de gastrópode do gênero Crassispira, pertencente à família Pseudomelatomidae.